# 桂平路
桂平路是中華人民共和國上海市徐匯區一條南北走向道路，北起欽州北路，南至江安路，全長1420米，寬20米，道路始建於1987年，路名來自於廣西壯族自治區贵港市桂平市。